# Велика Морська вулиця (Севастополь)
Велика Морська вулиця — одна з центральних вулиць Севастополя, частина Центрального міського кільця. Знаходиться в Ленінському районі Севастополя, між площею Лазарєва та площею Ушакова.

## Опис
З одного боку Морська впирається у площу Лазарєва, з іншого — у площу Ушакова. Паралельно їй розташована вулиця Володарського (перша назва — Мала Морська) та Одеська вулиця.
З вулиці до центрального пагорба ведуть декілька сходів, серед яких наймонументальнішими є таврійські сходи.
На Великій Морській збереглися кілька дореволюційних архітектурих пам'яток:
- Покровський собор (1905, архітектор В. Фельдман),
- Севастопольська кенаса (1908, архітектор О. Вейзен),
- Головпоштамт (1914, архітектор Долін) — єдина будівля Севастополя в стилі модерн.

## Історія
З'явилася в 1786 році, незабаром після заснування міста як вулиця Морська, при цьому вона тоді брала свій початок від району сучасної площі Нахімова (включала в себе сучасні проспект Нахімова і площа Лазарева).
У 1921 році була перейменована на Карла Маркса.
Під час Другої Світової війни вулиця була практично повністю зруйнована і відновлювалася першою, в кінці 1940-их і початку 1950-их, що визначило її сучасний архітектурний вигляд. Будинки «сталінської» архітектури, побудовані з білого інкерманського каменю схожі по архітектурі, але побудовані за індивідуальними проектами.
У 1946 році було прийнято рішення щодо повернення вулиці назви Велика Морська.

## Галерея

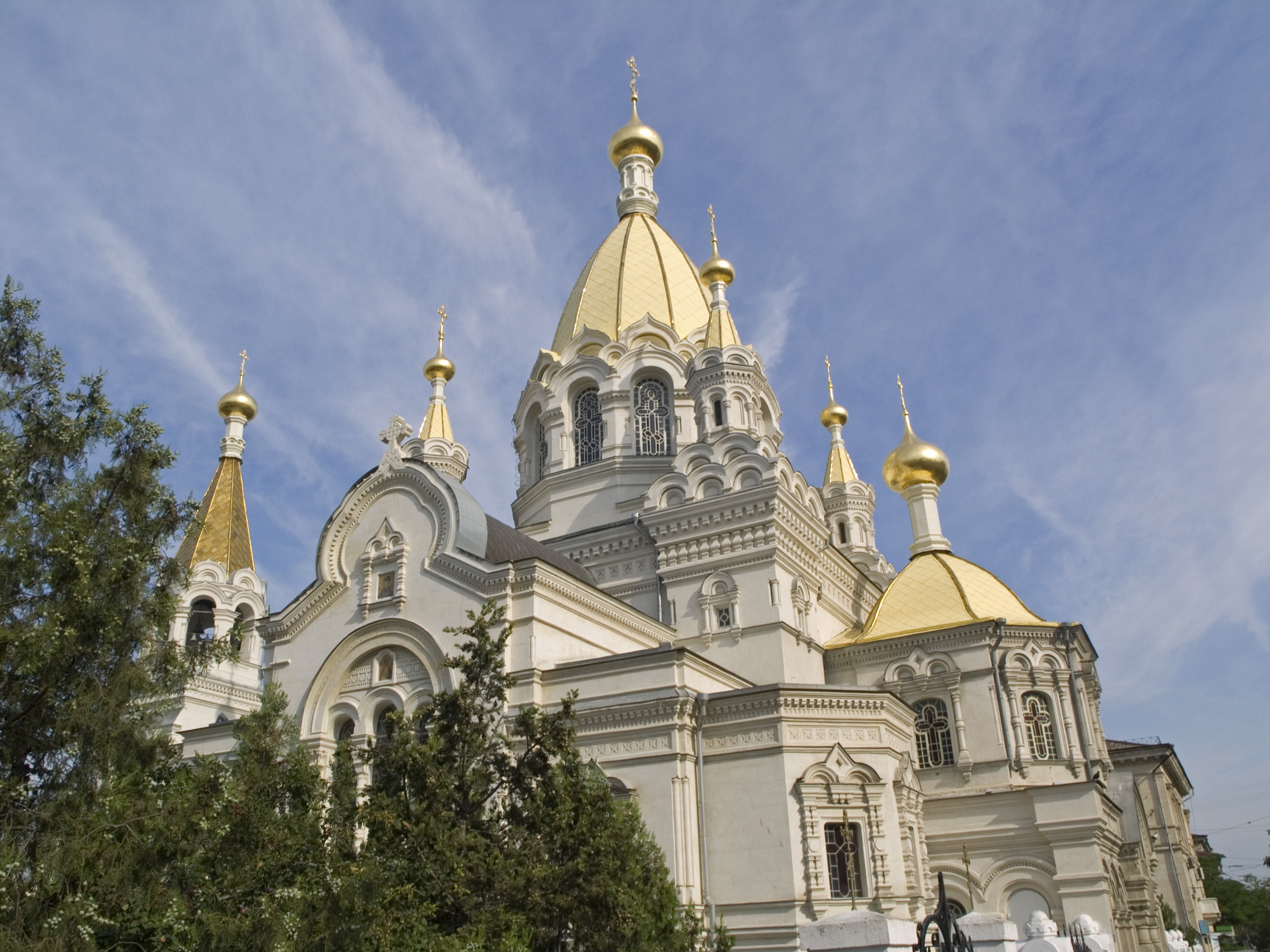
Покровський собор, 1905
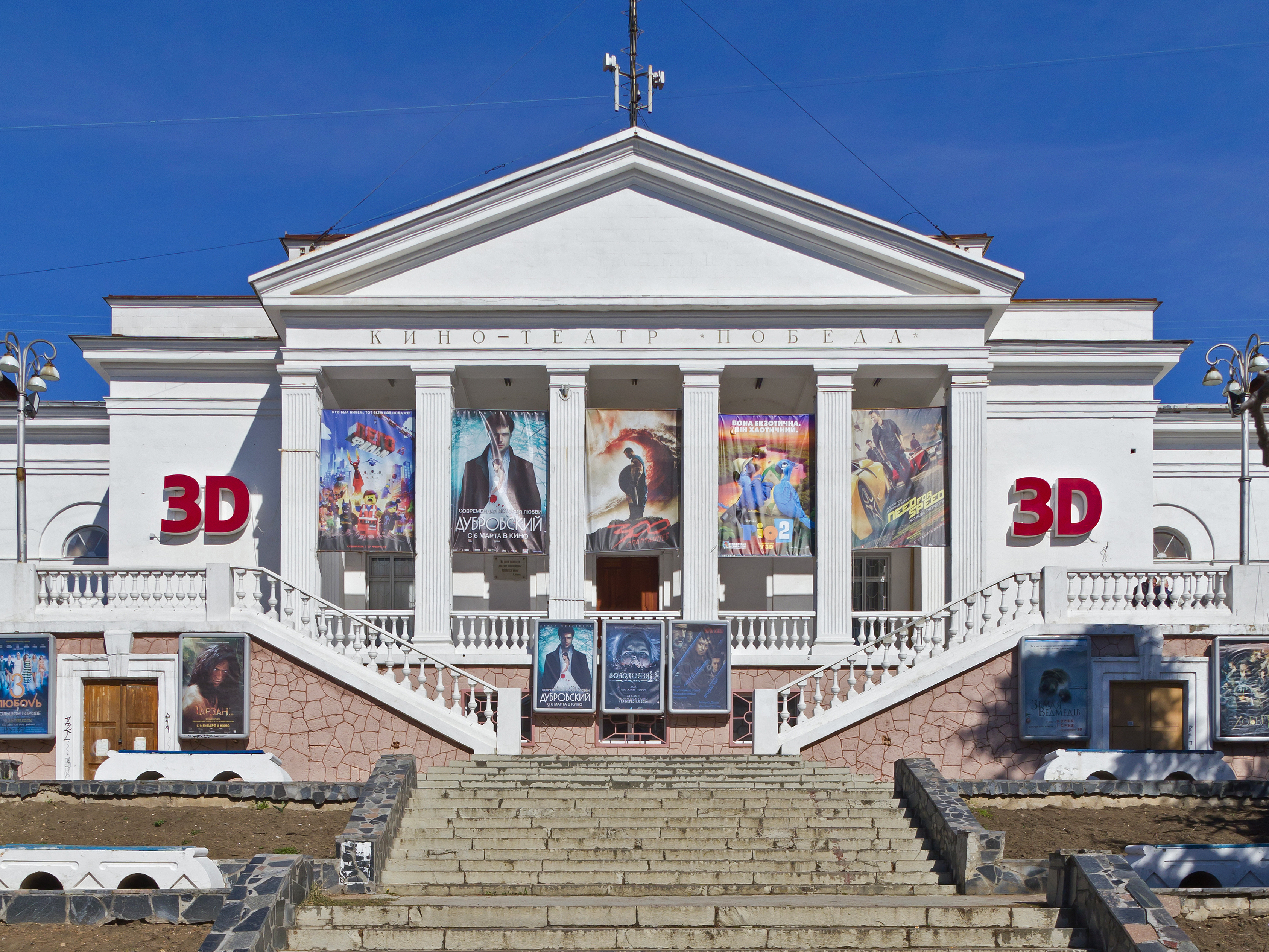
Кінотеатр «Перемога», 1949
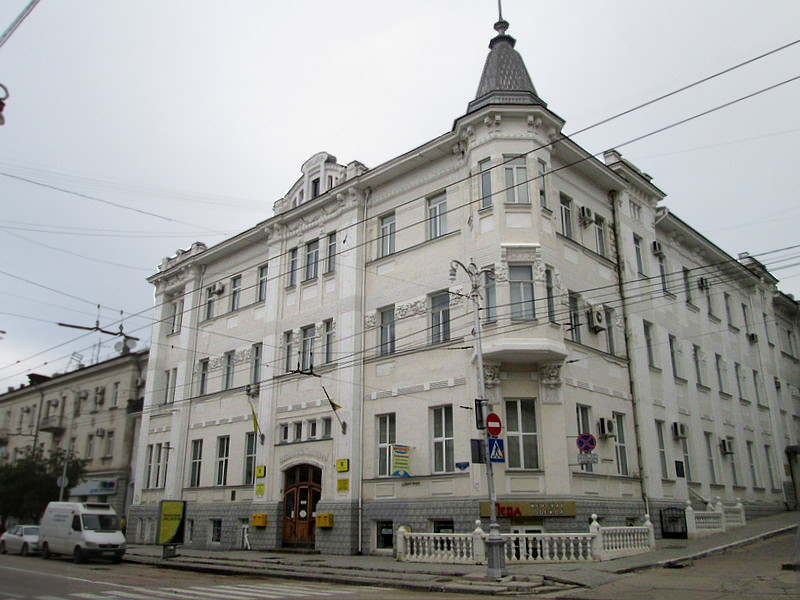
Головпоштампт, 1914
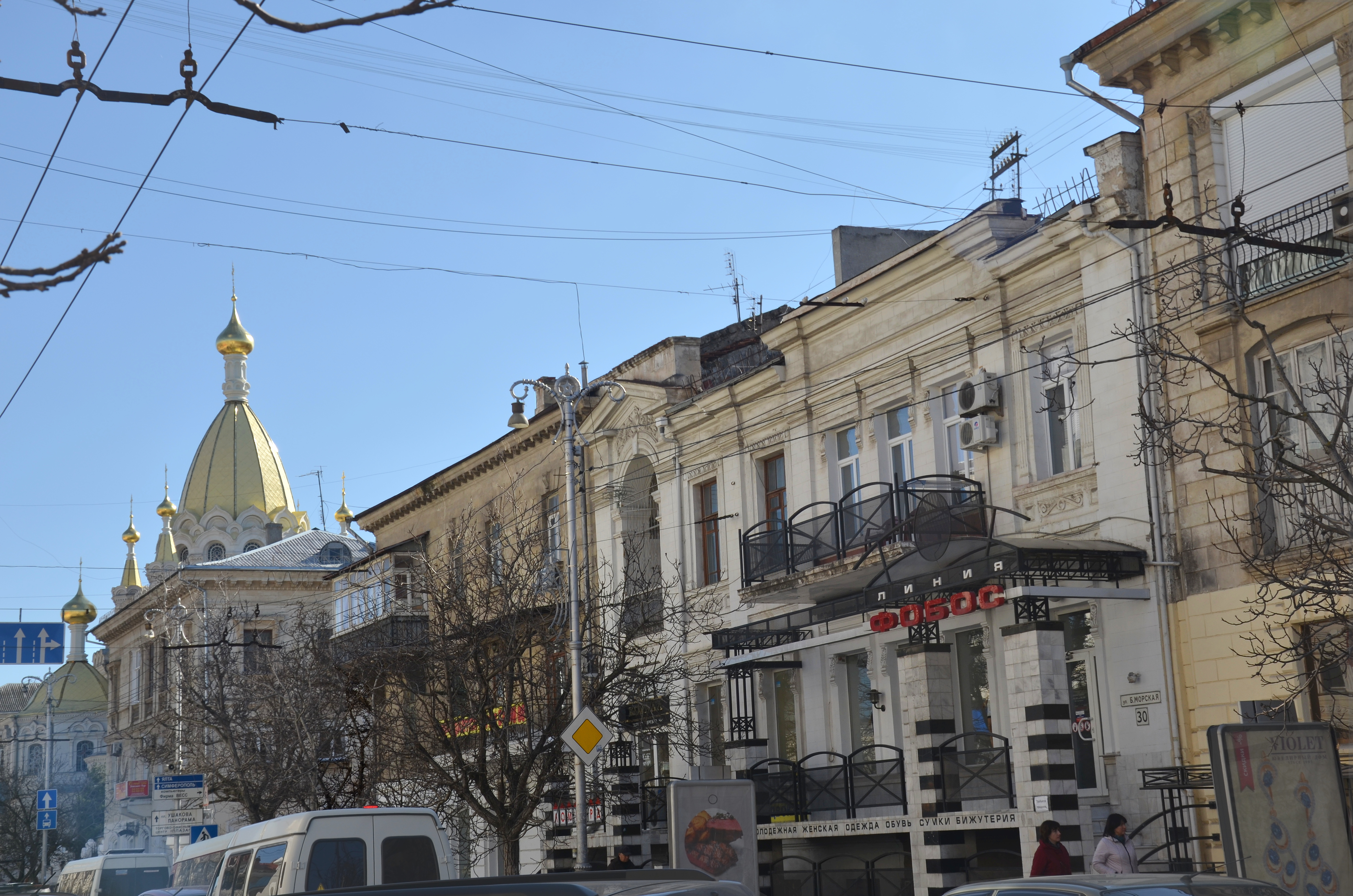
Будівлі довоєнної та післявоєнної забудови поряд
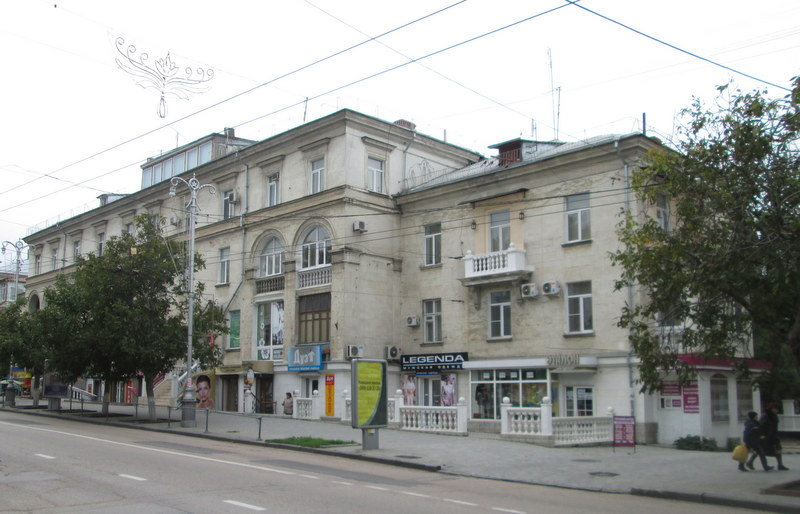
Будинок сталінської архітектури
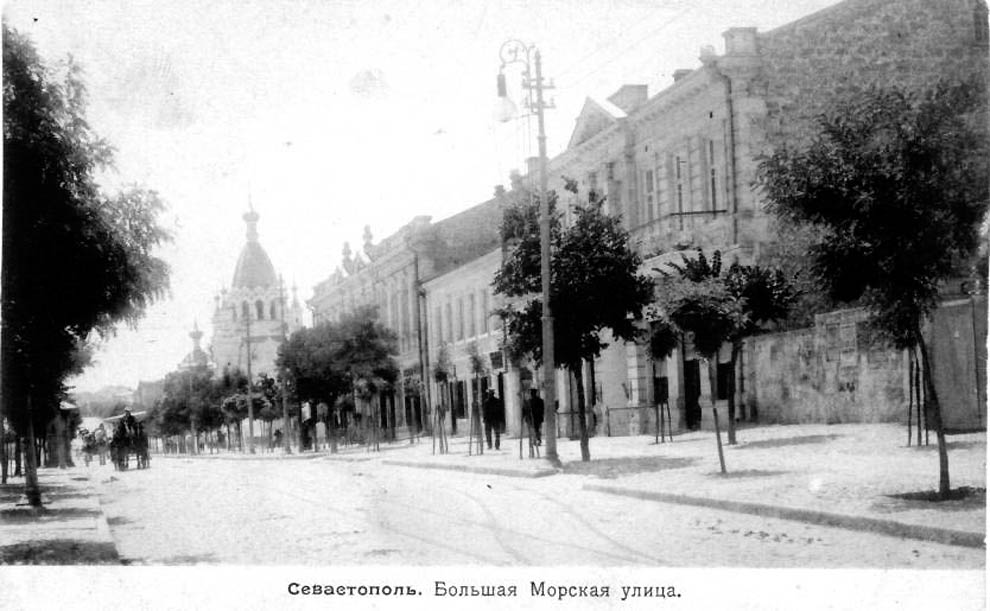
Вулиця на початку 20 ст.